# Giro d'Italia de 2017
A 100.ª edição do Giro d'Italia foi uma corrida de ciclismo em estrada por etapas que se celebrou entre 5 e 28 de maio de 2017 em Itália sobre um percurso de 3614,1 quilómetros com início na cidade de Alguer situada na província de Sassari no noroeste da ilha de Sardenha, e final com uma Contrarrelógio individual na área metropolitana de Milão.
O Giro de Itália comemorou o seu centenário com uma edição muito especial onde teve muita emoção até o final. Com 3614,1 quilómetros de percurso dividido em dois contrarrelógio individuais, seis etapas para velocistas, oito etapas em media montanha e cinco etapas de alta montanha. Um Giro no que o corredor que subiu ao mais alto do podio de Milão como o campeão tem ficado para sempre na lenda do ciclismo.
A corrida fez parte do UCI World Tour de 2017, sendo a vigésima primeira competição do calendário de máxima categoria mundial.
A corrida foi vencida pelo corredor holandês Tom Dumoulin da equipa Team Sunweb na última etapa, uma contrarrelógio individual de 29,3 quilómetros planos conseguindo uma vantagem de 31 segundos mais dos que precisava para se converter, aos 26 anos, no primeiro holandês que ganha a corsa rosa, justo no ano que cumpria a sua centésima edição. Em segundo lugar tem sido para o corredor colombiano Nairo Quintana (Movistar Team) e em terceiro lugar o ciclista local Vincenzo Nibali (Bahrain-Merida).

## Equipes participantes
| Equipes WorldTeam (18)- AG2R La Mondiale - Astana - Bahrain-Merida - BMC Racing Team - Bora-Hansgrohe - Cannondale-Drapac - Dimension Data - FDJ - Katusha-Alpecin - Lotto NL-Jumbo - Lotto-Soudal - Movistar Team - Orica-Scott - Quick-Step Floors - Sky - Team Sunweb - Trek-Segafredo - UAE Team Emirates Equipes profissionais Continentais (4)- Bardiani CSF - CCC Sprandi Polkowice - Gazprom-RusVelo - Wilier Triestina-Selle Italia |
| |

## Etapas
| Etapa | Data    | Percurso                            | type                      | Distância (km) | Vencedor           | Líder geral       |
| ----- | ------- | ----------------------------------- | ------------------------- | -------------- | ------------------ | ----------------- |
| 1     | 5 mai.  | Alghero – Olbia                     | etapa escarpada           | 206            | Lukas Pöstlberger  | Lukas Pöstlberger |
| 2     | 6 mai.  | Olbia – Tortolì                     | etapa escarpada           | 221            | André Greipel      | André Greipel     |
| 3     | 7 mai.  | Tortolì – Cagliari                  | etapa plana               | 148            | Fernando Gaviria   | Fernando Gaviria  |
| 4     | 9 mai.  | Cefalù – Etna                       | alta montanha             | 181            | Jan Polanc         | Bob Jungels       |
| 5     | 10 mai. | Pedara – Messina                    | etapa plana               | 159            | Fernando Gaviria   | Bob Jungels       |
| 6     | 11 mai. | Reggio di Calabria – Terme Luigiane | etapa escarpada           | 217            | Silvan Dillier     | Bob Jungels       |
| 7     | 12 mai. | Castrovillari – Alberobello         | etapa plana               | 224            | Caleb Ewan         | Bob Jungels       |
| 8     | 13 mai. | Molfetta – Peschici                 | média montanha            | 189            | Gorka Izagirre     | Bob Jungels       |
| 9     | 14 mai. | Montenero di Bisaccia – Blockhaus   | alta montanha             | 149            | Nairo Quintana     | Nairo Quintana    |
| 10    | 16 mai. | Foligno – Montefalco                | contrarrelógio individual | 39,8           | Tom Dumoulin       | Tom Dumoulin      |
| 11    | 17 mai. | Florença – Bagno di Romagna         | média montanha            | 161            | Omar Fraile        | Tom Dumoulin      |
| 12    | 18 mai. | Forlì – Reggio Emilia               | etapa plana               | 229            | Fernando Gaviria   | Tom Dumoulin      |
| 13    | 19 mai. | Reggio Emilia – Tortona             | etapa plana               | 167            | Fernando Gaviria   | Tom Dumoulin      |
| 14    | 20 mai. | Castellania – Oropa                 | alta montanha             | 131            | Tom Dumoulin       | Tom Dumoulin      |
| 15    | 21 mai. | Valdengo – Bérgamo                  | média montanha            | 199            | Bob Jungels        | Tom Dumoulin      |
| 16    | 23 mai. | Rovetta – Bormio                    | alta montanha             | 222            | Vincenzo Nibali    | Tom Dumoulin      |
| 17    | 24 mai. | Tirano – Canazei                    | média montanha            | 219            | Pierre Rolland     | Tom Dumoulin      |
| 18    | 25 mai. | Moena – Urtijëi                     | alta montanha             | 137            | Tejay van Garderen | Tom Dumoulin      |
| 19    | 26 mai. | San Candido – Piancavallo           | alta montanha             | 191            | Mikel Landa        | Nairo Quintana    |
| 20    | 27 mai. | Pordenone – Asiago                  | alta montanha             | 190            | Thibaut Pinot      | Nairo Quintana    |
| 21    | 28 mai. | Circuito de Monza – Milão           | contrarrelógio individual | 29,3           | Jos van Emden      | Tom Dumoulin      |

## Classificações finais

### Classificação geral
| \| Classificação geral \| Classificação geral \| Classificação geral \| Classificação geral \| Classificação geral \| \| Ciclista \| Ciclista \| Equipe \| Tempo \| \| \| ------------------- \| --------------------- \| --------------------- \| ------------------- \| ------------------- \| \| 1. \| Tom Dumoulin \| Team Sunweb \| 90h34m54s \| \| \| 2. \| Nairo Quintana \| Movistar Team \| + 31s \| \| \| 3. \| Vincenzo Nibali \| Bahrain-Merida \| + 40s \| \| \| 4. \| Thibaut Pinot \| FDJ \| + 1m17s \| \| \| 5. \| Ilnur Zakarin \| Katusha-Alpecin \| + 1m56s \| \| \| 6. \| Domenico Pozzovivo \| AG2R La Mondiale \| + 3m11s \| \| \| 7. \| Bauke Mollema \| Trek-Segafredo \| + 3m41s \| \| \| 8. \| Bob Jungels \| Quick-Step Floors \| + 7m04s \| \| \| 9. \| Adam Yates \| Orica-Scott \| + 8m10s \| \| \| 10. \| Davide Formolo \| Cannondale-Drapac \| + 15m17s \| \| \| 11. \| Jan Polanc \| UAE Team Emirates \| + 18m06s \| \| \| 12. \| Jan Hirt \| CCC Sprandi Polkowice \| + 20m49s \| \| \| 13. \| Maxime Monfort \| Lotto-Soudal \| + 21m59s \| \| \| 14. \| Dario Cataldo \| Astana \| + 24m40s \| \| \| 15. \| Sébastien Reichenbach \| FDJ \| + 28m11s \| \| \| 16. \| Patrick Konrad \| Bora-Hansgrohe \| + 35m50s \| \| \| 17. \| Mikel Landa \| Team Sky \| + 37m09s \| \| \| 18. \| Andrey Amador \| Movistar Team \| + 37m49s \| \| \| 19. \| Hubert Dupont \| AG2R La Mondiale \| + 38m45s \| \| \| 20. \| Tejay van Garderen \| BMC Racing Team \| + 57m13s \| \| |                       |                       |           |
| |                       |                       |           |
| Fonte: ProCyclingStats |                       |                       |           |
| Classificação geral |                       |                       |           |
| Ciclista | Ciclista              | Equipe                | Tempo     |
| 1. | Tom Dumoulin          | Team Sunweb           | 90h34m54s |
| 2. | Nairo Quintana        | Movistar Team         | + 31s     |
| 3. | Vincenzo Nibali       | Bahrain-Merida        | + 40s     |
| 4. | Thibaut Pinot         | FDJ                   | + 1m17s   |
| 5. | Ilnur Zakarin         | Katusha-Alpecin       | + 1m56s   |
| 6. | Domenico Pozzovivo    | AG2R La Mondiale      | + 3m11s   |
| 7. | Bauke Mollema         | Trek-Segafredo        | + 3m41s   |
| 8. | Bob Jungels           | Quick-Step Floors     | + 7m04s   |
| 9. | Adam Yates            | Orica-Scott           | + 8m10s   |
| 10. | Davide Formolo        | Cannondale-Drapac     | + 15m17s  |
| 11. | Jan Polanc            | UAE Team Emirates     | + 18m06s  |
| 12. | Jan Hirt              | CCC Sprandi Polkowice | + 20m49s  |
| 13. | Maxime Monfort        | Lotto-Soudal          | + 21m59s  |
| 14. | Dario Cataldo         | Astana                | + 24m40s  |
| 15. | Sébastien Reichenbach | FDJ                   | + 28m11s  |
| 16. | Patrick Konrad        | Bora-Hansgrohe        | + 35m50s  |
| 17. | Mikel Landa           | Team Sky              | + 37m09s  |
| 18. | Andrey Amador         | Movistar Team         | + 37m49s  |
| 19. | Hubert Dupont         | AG2R La Mondiale      | + 38m45s  |
| 20. | Tejay van Garderen    | BMC Racing Team       | + 57m13s  |

### Classificação dos pontos
| Classificação por pontos | Classificação por pontos | Classificação por pontos      | Classificação por pontos | Classificação por pontos |
| Ciclista                 | Ciclista                 | Equipe                        | Pontos                   |                          |
| ------------------------ | ------------------------ | ----------------------------- | ------------------------ | ------------------------ |
| 1.                       | Fernando Gaviria         | Quick-Step Floors             | 325 pts                  |                          |
| 2.                       | Jasper Stuyven           | Trek-Segafredo                | 192 pts                  |                          |
| 3.                       | Sam Bennett              | Bora-Hansgrohe                | 117 pts                  |                          |
| 4.                       | Daniel Teklehaimanot     | Dimension Data                | 100 pts                  |                          |
| 5.                       | Lukas Pöstlberger        | Bora-Hansgrohe                | 98 pts                   |                          |
| 6.                       | Tom Dumoulin             | Team Sunweb                   | 80 pts                   |                          |
| 7.                       | Pavel Brutt              | Gazprom-RusVelo               | 76 pts                   |                          |
| 8.                       | Kristian Sbaragli        | Dimension Data                | 76 pts                   |                          |
| 9.                       | Eugert Zhupa             | Wilier Triestina-Selle Italia | 70 pts                   |                          |
| 10.                      | Roberto Ferrari          | UAE Team Emirates             | 70 pts                   |                          |

### Classificação da montanha
| Classificação da montanha | Classificação da montanha | Classificação da montanha | Classificação da montanha | Classificação da montanha |
| Ciclista                  | Ciclista                  | Equipe                    | Pontos                    |                           |
| ------------------------- | ------------------------- | ------------------------- | ------------------------- | ------------------------- |
| 1.                        | Mikel Landa               | Team Sky                  | 224 pts                   |                           |
| 2.                        | Luis León Sánchez         | Astana                    | 118 pts                   |                           |
| 3.                        | Omar Fraile               | Dimension Data            | 104 pts                   |                           |
| 4.                        | Nairo Quintana            | Movistar Team             | 70 pts                    |                           |
| 5.                        | Pierre Rolland            | Cannondale-Drapac         | 70 pts                    |                           |
| 6.                        | Ilnur Zakarin             | Katusha-Alpecin           | 66 pts                    |                           |
| 7.                        | Igor Antón                | Dimension Data            | 56 pts                    |                           |
| 8.                        | Tom Dumoulin              | Team Sunweb               | 55 pts                    |                           |
| 9.                        | Domenico Pozzovivo        | AG2R La Mondiale          | 54 pts                    |                           |
| 10.                       | Thibaut Pinot             | FDJ                       | 53 pts                    |                           |

### Classificação por velocidade
| Classificação por velocidade | Classificação por velocidade | Classificação por velocidade  | Classificação por velocidade | Classificação por velocidade |
| Ciclista                     | Ciclista                     | Equipe                        | Pontos                       |                              |
| ---------------------------- | ---------------------------- | ----------------------------- | ---------------------------- | ---------------------------- |
| 1.                           | Daniel Teklehaimanot         | Dimension Data                | 55 pts                       |                              |
| 2.                           | Pavel Brutt                  | Gazprom-RusVelo               | 54 pts                       |                              |
| 3.                           | Eugert Zhupa                 | Wilier Triestina-Selle Italia | 39 pts                       |                              |
| 4.                           | Fernando Gaviria             | Quick-Step Floors             | 32 pts                       |                              |
| 5.                           | Jasper Stuyven               | Trek-Segafredo                | 28 pts                       |                              |

### Classificação  dos jovens
| Classificação dos jovens | Classificação dos jovens | Classificação dos jovens | Classificação dos jovens | Classificação dos jovens |
| Ciclista                 | Ciclista                 | Equipe                   | Tempo                    |                          |
| ------------------------ | ------------------------ | ------------------------ | ------------------------ | ------------------------ |
| 1.                       | Bob Jungels              | Quick-Step Floors        | 90h41m58s                |                          |
| 2.                       | Adam Yates               | Orica-Scott              | + 1m06s                  |                          |
| 3.                       | Davide Formolo           | Cannondale-Drapac        | + 8m13s                  |                          |
| 4.                       | Jan Polanc               | UAE Team Emirates        | + 11m02s                 |                          |
| 5.                       | Laurens De Plus          | Quick-Step Floors        | + 1h12m56s               |                          |
| 6.                       | Simone Petilli           | UAE Team Emirates        | + 1h22m30s               |                          |
| 7.                       | Sebastián Henao          | Team Sky                 | + 1h37m00s               |                          |
| 8.                       | François Bidard          | AG2R La Mondiale         | + 2h01m59s               |                          |
| 9.                       | Aleksandr Foliforov      | Gazprom-RusVelo          | + 2h02m26s               |                          |
| 10.                      | Gregor Mühlberger        | Bora-Hansgrohe           | + 2h05m30s               |                          |

### Classificação por equipes
| Classificação por equipes | Classificação por equipes | Classificação por equipes | Classificação por equipes |
| Equipe                    | Equipe                    | Tempo                     |                           |
| ------------------------- | ------------------------- | ------------------------- | ------------------------- |
| 1.                        | Movistar Team             | 272h21m54s                |                           |
| 2.                        | AG2R La Mondiale          | + 59m46s                  |                           |
| 3.                        | FDJ                       | + 1h19m56s                |                           |
| 4.                        | Bahrain-Merida            | + 1h24m52s                |                           |
| 5.                        | Cannondale-Drapac         | + 1h27m19s                |                           |

### Classificação por equipes por pontos
| Classificação por equipes | Classificação por equipes | Classificação por equipes | Classificação por equipes |
| Equipe                    | Equipe                    | Pontos                    |                           |
| ------------------------- | ------------------------- | ------------------------- | ------------------------- |
| 1.                        | Quick-Step Floors         | 516 pts                   |                           |
| 2.                        | UAE Team Emirates         | 355 pts                   |                           |
| 3.                        | Sky                       | 323 pts                   |                           |
| 4.                        | Bora-Hansgrohe            | 308 pts                   |                           |
| 5.                        | Movistar Team             | 297 pts                   |                           |

## Evolução das classificações
| Etapa (Vencedor)                | Classificação geral | Classificação da montanha | Classificação por pontos | Classificação dos jovens | Classificação por equipas por tempos | Classificação por equipas por pontos |
| ------------------------------- | ------------------- | ------------------------- | ------------------------ | ------------------------ | ------------------------------------ | ------------------------------------ |
| 1ª etapa (Lukas Pöstlberger)    | Lukas Pöstlberger   | Cessar Benedetti          | Lukas Pöstlberger        | Lukas Pöstlberger        | Bora-Hansgrohe                       | Bora-Hansgrohe                       |
| 2ª etapa (André Greipel)        | André Greipel       | Daniel Teklehaimanot      | André Greipel            | Lukas Pöstlberger        | Orica-Scott                          | Lotto-Soudal                         |
| 3ª etapa (Fernando Gaviria)     | Fernando Gaviria    | Daniel Teklehaimanot      | André Greipel            | Fernando Gaviria         | Quick-Step Floors                    | Dimension Data                       |
| 4ª etapa (Jan Polanc)           | Bob Jungels         | Jan Polanc                | André Greipel            | Bob Jungels              | Cannondale-Drapac                    | UAE Emirates                         |
| 5ª etapa (Fernando Gaviria)     | Bob Jungels         | Jan Polanc                | Fernando Gaviria         | Bob Jungels              | Cannondale-Drapac                    | Quick-Step Floors                    |
| 6ª etapa (Silvan Dillier)       | Bob Jungels         | Jan Polanc                | Fernando Gaviria         | Bob Jungels              | Cannondale-Drapac                    | Quick-Step Floors                    |
| 7ª etapa (Caleb Ewan)           | Bob Jungels         | Jan Polanc                | Fernando Gaviria         | Bob Jungels              | UAE Emirates                         | Quick-Step Floors                    |
| 8ª etapa (Gorka Izagirre)       | Bob Jungels         | Jan Polanc                | Fernando Gaviria         | Bob Jungels              | UAE Emirates                         | Quick-Step Floors                    |
| 9ª etapa (Nairo Quintana)       | Nairo Quintana      | Jan Polanc                | Fernando Gaviria         | Davide Formolo           | Movistar                             | Quick-Step Floors                    |
| 10ª etapa (CRI) (Tom Dumoulin)  | Tom Dumoulin        | Jan Polanc                | Fernando Gaviria         | Bob Jungels              | Movistar                             | Quick-Step Floors                    |
| 11ª etapa (Omar Fraile)         | Tom Dumoulin        | Jan Polanc                | Fernando Gaviria         | Bob Jungels              | Movistar                             | Quick-Step Floors                    |
| 12ª etapa (Fernando Gaviria)    | Tom Dumoulin        | Omar Fraile               | Fernando Gaviria         | Bob Jungels              | Movistar                             | Quick-Step Floors                    |
| 13ª etapa (Fernando Gaviria)    | Tom Dumoulin        | Omar Fraile               | Fernando Gaviria         | Bob Jungels              | Movistar                             | Quick-Step Floors                    |
| 14ª etapa (Tom Dumoulin)        | Tom Dumoulin        | Tom Dumoulin              | Fernando Gaviria         | Bob Jungels              | Movistar                             | Quick-Step Floors                    |
| 15ª etapa (Bob Jungels)         | Tom Dumoulin        | Tom Dumoulin              | Fernando Gaviria         | Bob Jungels              | Movistar                             | Quick-Step Floors                    |
| 16ª etapa (Vincenzo Nibali)     | Tom Dumoulin        | Mikel Landa               | Fernando Gaviria         | Bob Jungels              | Movistar                             | Quick-Step Floors                    |
| 17ª etapa (Pierre Rolland)      | Tom Dumoulin        | Mikel Landa               | Fernando Gaviria         | Bob Jungels              | Movistar                             | Quick-Step Floors                    |
| 18ª etapa (Tejay van Garderen)  | Tom Dumoulin        | Mikel Landa               | Fernando Gaviria         | Adam Yates               | Movistar                             | Quick-Step Floors                    |
| 19ª etapa (Mikel Landa)         | Nairo Quintana      | Mikel Landa               | Fernando Gaviria         | Adam Yates               | Movistar                             | Quick-Step Floors                    |
| 20ª etapa (Thibaut Pinot)       | Nairo Quintana      | Mikel Landa               | Fernando Gaviria         | Adam Yates               | Movistar                             | Quick-Step Floors                    |
| 21ª etapa (CRI) (Jos van Emden) | Tom Dumoulin        | Mikel Landa               | Fernando Gaviria         | Bob Jungels              | Movistar                             | Quick-Step Floors                    |
| Final                           | Tom Dumoulin        | Mikel Landa               | Fernando Gaviria         | Bob Jungels              | Movistar                             | Quick-Step Floors                    |

## UCI World Ranking
O Giro de Itália outorga pontos para o UCI World Tour de 2017 e o UCI World Ranking, este último para corredores das equipas nas categorias UCI ProTeam, Profissional Continental e Equipas Continentais. A seguinte tabela são o baremo de pontuação e os corredores que obtiveram pontos:
| Posição             | 1.ª | 2.ª | 3.ª | 4.ª | 5.ª | 6.ª | 7.ª | 8.ª | 9.ª | 10.ª |
| Classificação geral | 850 | 680 | 575 | 460 | 380 | 320 | 260 | 220 | 180 | 140  |
| Por etapa           | 100 | 40  | 20  | 12  | 4   |     |     |     |     |      |
| Líder               | 20  |     |     |     |     |     |     |     |     |      |

| Classificação | Classificação      | Classificação     | Classificação | Classificação | Classificação | Classificação |
| Posição       | Ciclista           | Equipa            | Geral         | Etapa         | Líder         | Total         |
| ------------- | ------------------ | ----------------- | ------------- | ------------- | ------------- | ------------- |
| 1.º           | Tom Dumoulin       | Sunweb            | 850           | 260           | 180           | 1290          |
| 2.º           | Nairo Quintana     | Movistar          | 680           | 176           | 60            | 916           |
| 3.º           | Vincenzo Nibali    | Bahrain Merida    | 575           | 124           | -             | 699           |
| 4.º           | Thibaut Pinot      | FDJ               | 460           | 196           | -             | 656           |
| 5.º           | Ilnur Zakarin      | Katusha-Alpecin   | 380           | 124           | -             | 504           |
| 6.º           | Fernando Gaviria   | Quick-Step Floors | -             | 452           | 20            | 472           |
| 7.º           | Bob Jungels        | Quick-Step Floors | 220           | 120           | 100           | 440           |
| 8.º           | Domenico Pozzovivo | Ag2r La Mondiale  | 320           | 40            | -             | 360           |
| 9.º           | Bauke Mollema      | Trek-Segafredo    | 260           | 12            | -             | 272           |
| 10.º          | Mikel Landa        | Sky               | 52            | 200           | -             | 252           |